# Menhir de Bodquelen
Le menhir de Bodquelen est situé à Canihuel dans le département français des Côtes-d'Armor.

## Protection
Il a été inscrit à l'inventaire supplémentaire des monuments historiques en 1969.

## Description
Le menhir mesure 3,80 m de hauteur pour 2,38 m de largeur et 2,20 m d'épaisseur. Il est en granite à gros grains.